# Doubrava (Puclice)
Doubrava je malá vesnice, část obce Puclice v okrese Domažlice v Plzeňském kraji. Nachází se dva kilometry severozápadně od Puclic. Je zde evidováno 21 adres. V roce 2011 zde trvale žilo 44 obyvatel.
Doubrava leží v katastrálním území Doubrava u Puclic o rozloze 3,3 km².

## Historie
První písemná zmínka o vesnici pochází z roku 1542.

## Obyvatelstvo
| Rok            | 1869 | 1880 | 1890 | 1900 | 1910 | 1921 | 1930 | 1950 | 1961 | 1970 | 1980 | 1991 | 2001 | 2011 | 2021 |
| -------------- | ---- | ---- | ---- | ---- | ---- | ---- | ---- | ---- | ---- | ---- | ---- | ---- | ---- | ---- | ---- |
| Počet obyvatel | 112  | 123  | 119  | 120  | 164  | 134  | 137  | 77   | 71   | 60   | 57   | 55   | 53   | 44   | 47   |
| Počet domů     | 23   | 24   | 24   | 24   | 24   | 24   | 26   | 22   | 22   | 17   | 16   | 19   | 18   | 19   | 17   |

## Obecní správa
Při sčítání lidu v letech 1850–1959 Doubrava byla samostatnou obcí v okrese Horšovský Týn (v letech 1850–1910 Horšův Týn). Od roku 1960 je částí obce Puclice v okrese Domažlice. V letech 1850–1920 k obci patřil Malý Malahov.

## Další fotografie

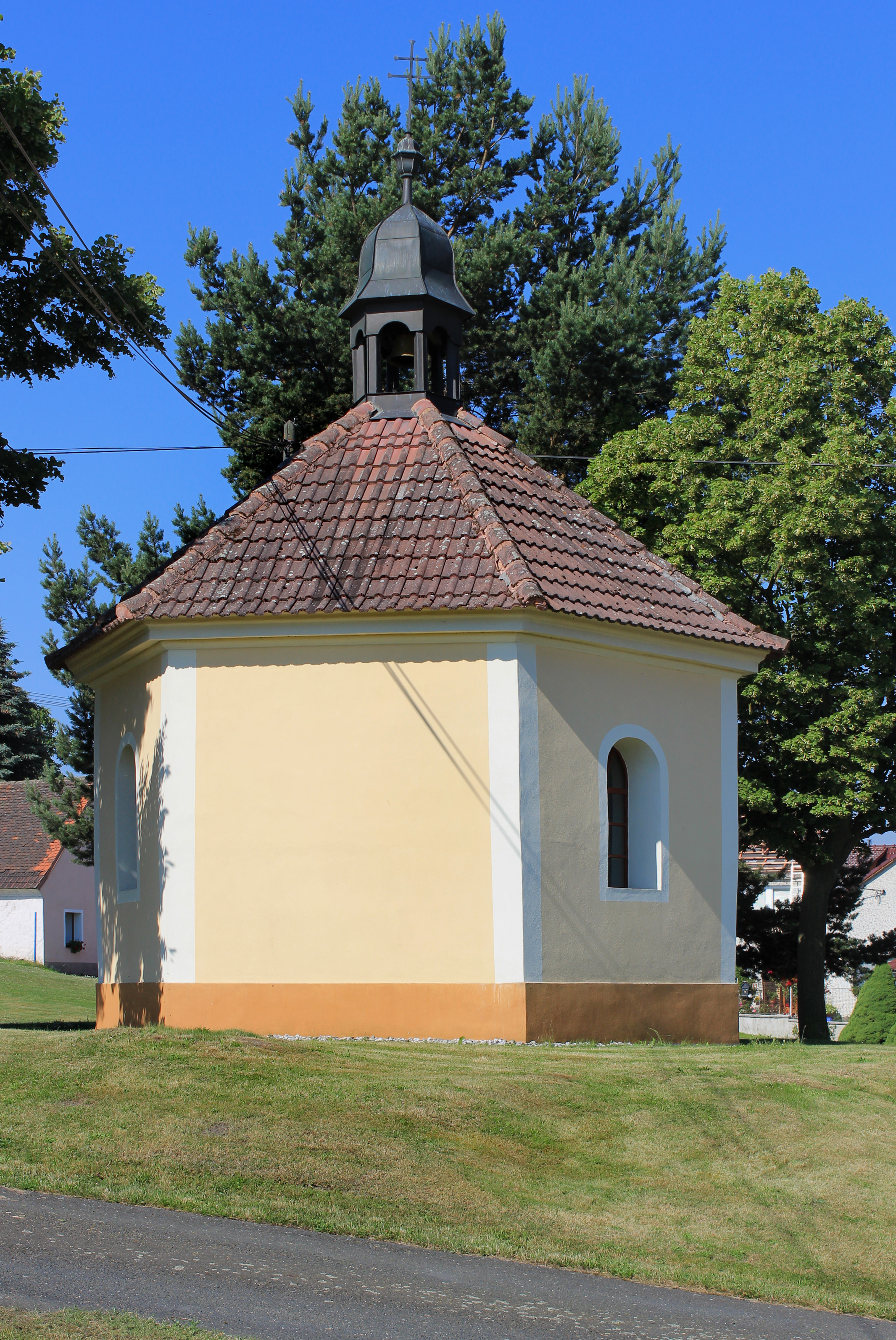
Kaple na návsi
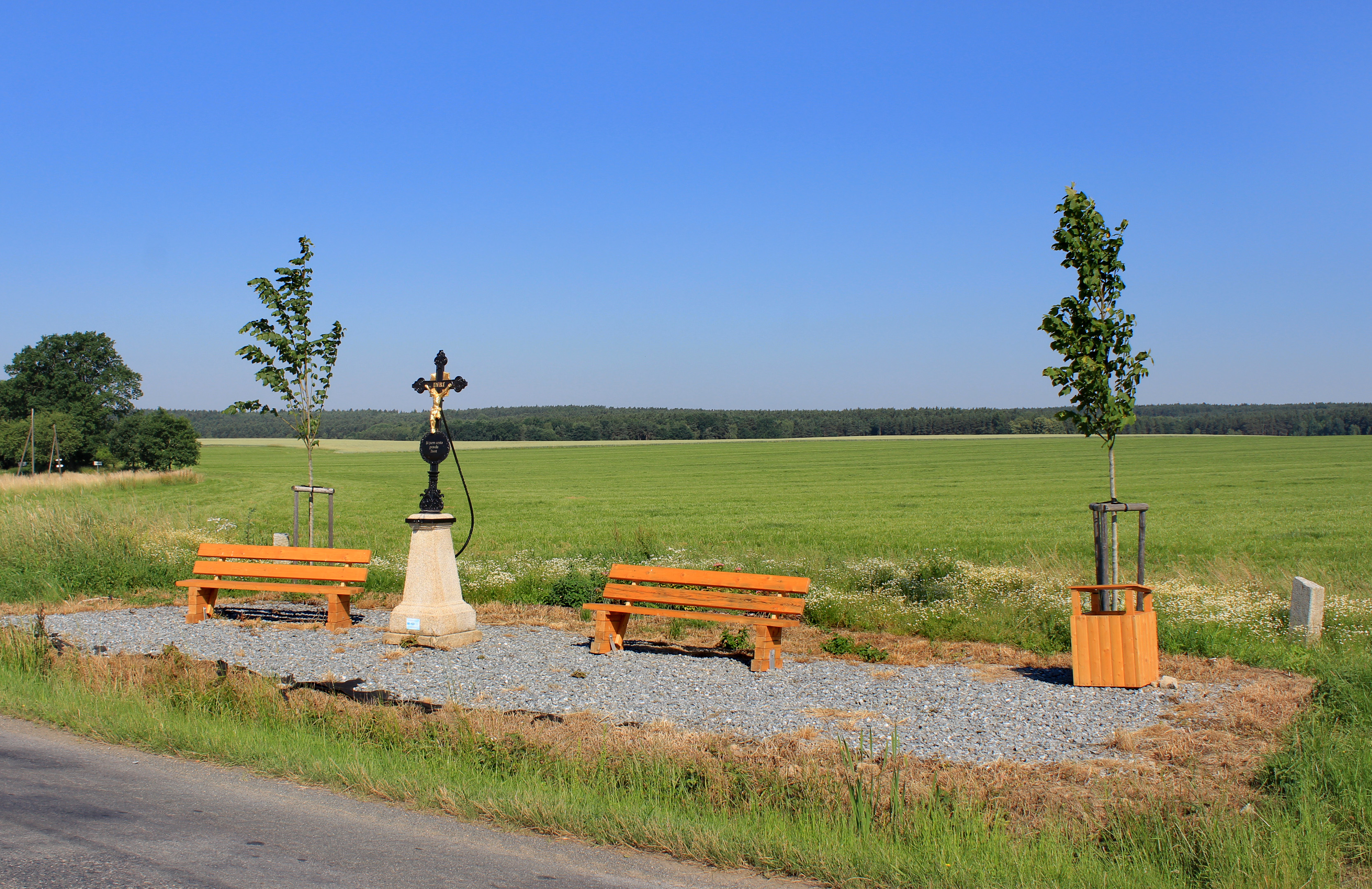
Odpočívka u křížku východně od vesnice
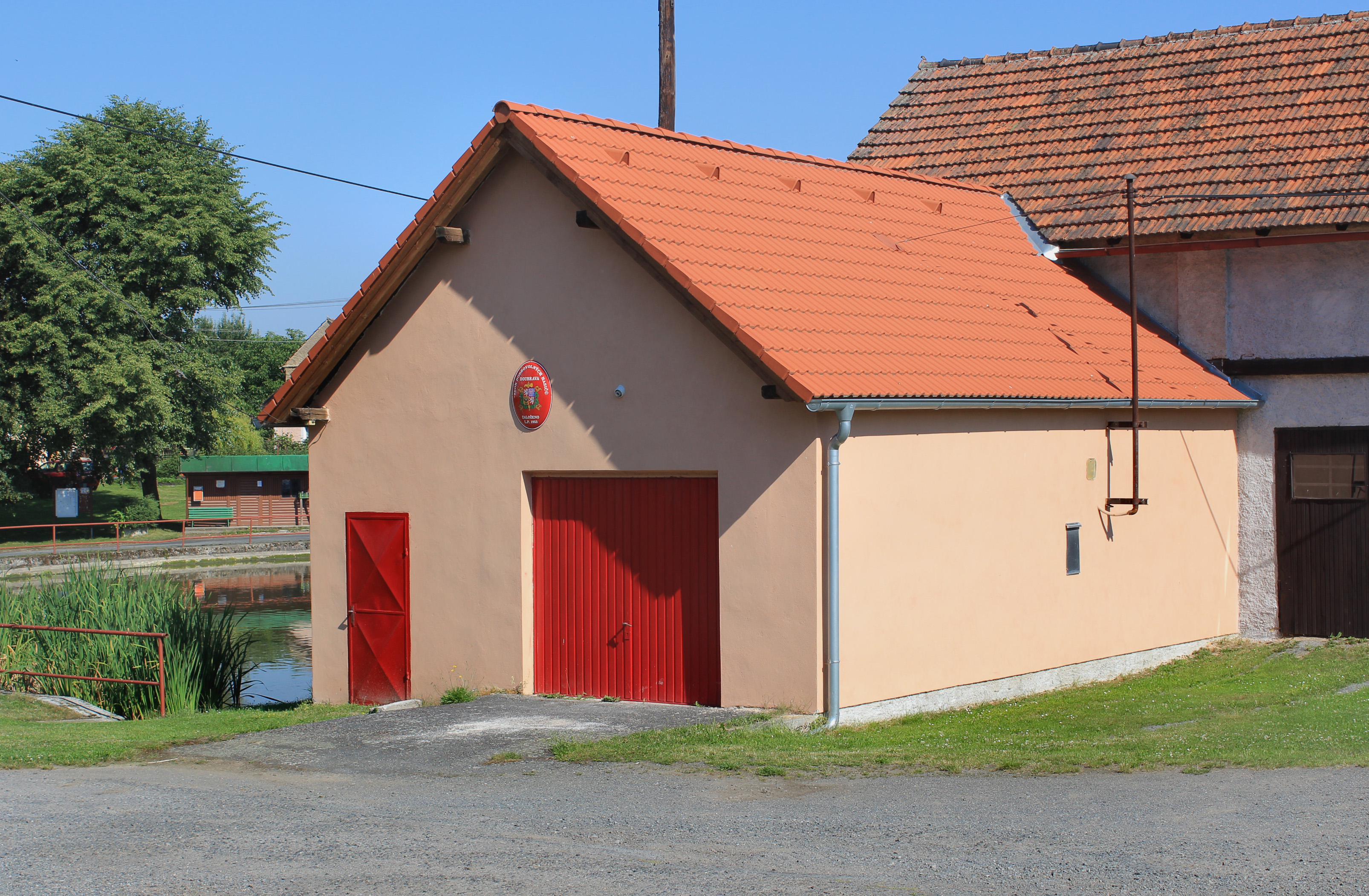
Hasičská zbrojnice
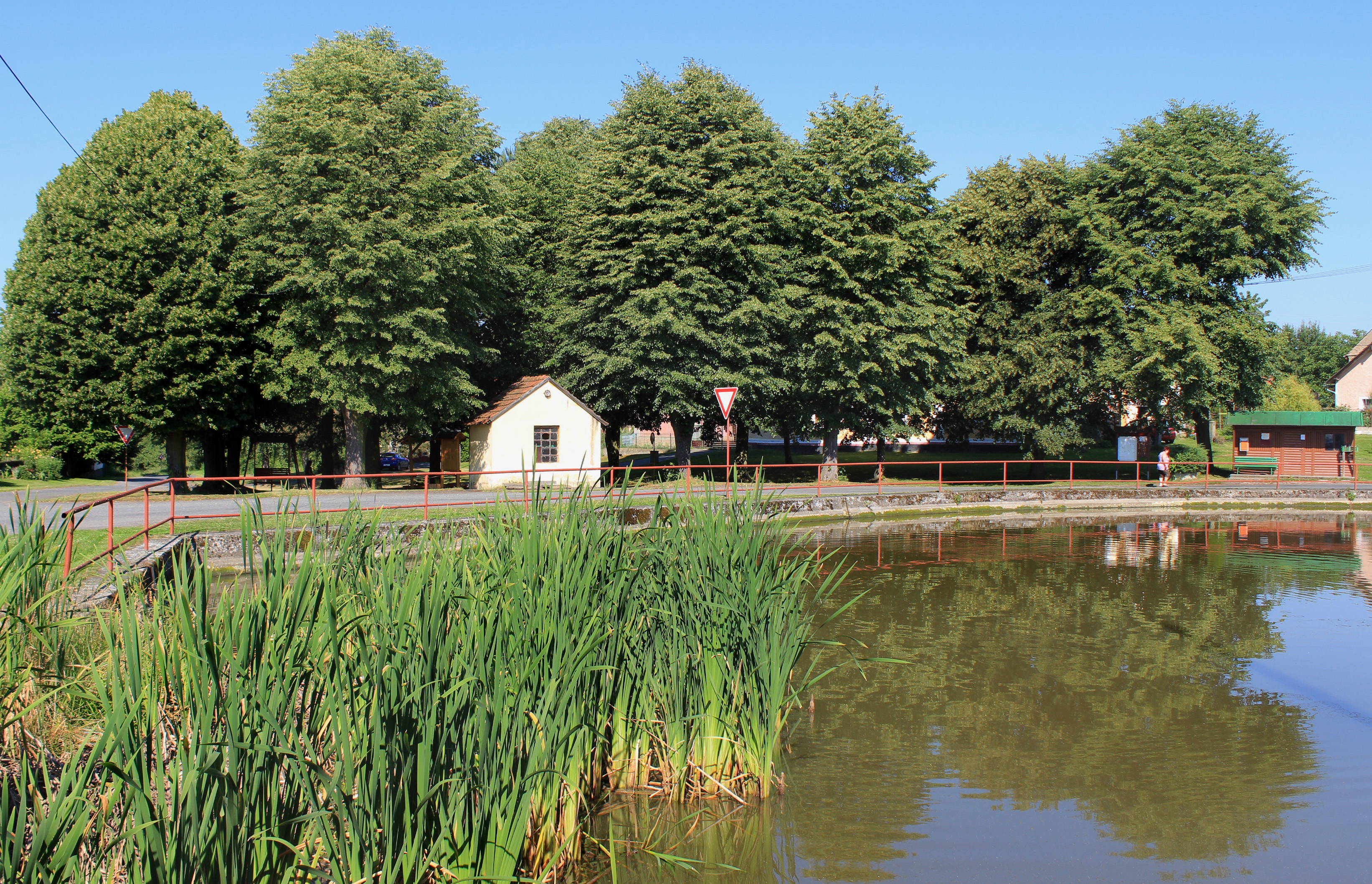
Návesní rybník